# Pleurothallis isthmica
Pleurothallis isthmica är en orkidéart som beskrevs av Carlyle August Luer. Pleurothallis isthmica ingår i släktet Pleurothallis och familjen orkidéer. Inga underarter finns listade i Catalogue of Life.